# 智頭町立那岐小学校
智頭町立那岐小学校（ちづちょうりつ なぎしょうがっこう）は、かつて鳥取県八頭郡智頭町大背にあった公立小学校。
2012年4月に智頭町内の小学校6校が智頭町立智頭小学校に統合されるのに伴い、同年3月25日をもって閉校された。

## 沿革
- 1875年（明治8年）6月 - 五月田学校を開設[1]。
- 1876年（明治9年）2月 - 鴻恩小学を開設。
- 1878年（明治11年） - 五月田学校を大背小学校と改称。
- 1883年（明治16年）5月 - 大背小学校が鴻恩小学の分校となり、大背分校と改称。
- 1887年（明治20年） - 鴻恩小学を早瀬尋常小学校と改称、簡易科を併置。
- 1887年（明治20年）6月 - 大背分校が大背簡易小学校となる。
- 1889年（明治22年）3月 - 早瀬尋常小学校が簡易小学校となる。
- 1891年（明治24年） - 大背簡易小学校が尋常小学校となる。
- 1892年（明治25年）8月 - 早瀬簡易小学校が尋常小学校となる。
- 1907年（明治40年）4月 - 早瀬・大背尋常小学校を統合し、那岐尋常高等小学校を開設。
- 1941年（昭和16年）4月1日 - 国民学校令により那岐国民学校と改称。
- 1947年（昭和22年）4月1日 - 学制改革により智頭町立那岐小学校と改称。
- 1994年（平成6年）4月 - 新校舎が完成。
- 2012年（平成24年）3月25日  - 閉校式挙行。

## 進学先中学校
- 智頭町立智頭中学校

## アクセス
- 智頭駅前：智頭町民すぎっ子バス那岐線「栃本」下車。
- JR因美線 那岐駅から500m。